# Леушино (Смоленская область)
Леу́шино — деревня в Вяземском районе Смоленской области России. Входит в состав Поляновского сельского поселения. Население — 10 жителей (2007). 
Расположена в восточной части области в 12 км к юго-западу от Вязьмы, в 0,5 км севернее автодороги Р134 «Старая Смоленская дорога» Смоленск — Дорогобуж — Вязьма — Зубцов. В 6 км севернее деревни расположена железнодорожная станция Ждановка на линии Москва — Минск.

## История
В годы Великой Отечественной войны деревня была оккупирована гитлеровскими войсками в октябре 1941 года, освобождена в марте 1943 года. 